# Ben Collins (periodista)
Ben Collins es un periodista estadounidense de Massachusetts. Comenzó a trabajar para la división de noticias de National Broadcasting Company (NBC) en 2018.

## Primeros años y educación
Collins es del estado estadounidense de Massachusetts. Su madre es bibliotecaria. Asistió a Emerson College entre 2006 y 2010. Mientras estaba inscrito en Emerson, escribió una columna de música para The Berkeley Beacon, el periódico estudiantil de la universidad. Durante la universidad, fue compañero de cuarto de Chris Hurst, con quien fue coanfitrión de un programa de radio cuando era estudiante.

## Carrera profesional

### Carrera temprana yEsquire
Después de graduarse de Emerson, Collins comenzó su carrera en Slam antes de realizar trabajos en las redes sociales para Hulu. Después de su tiempo en Hulu, Collins se convirtió en editor de noticias de Esquire en 2013, donde permaneció durante un año hasta que fue contratado por The Daily Beast.

### The Daily Beast
Entre 2014 y 2018, Collins trabajó en varios roles para The Daily Beast, incluso como editor de noticias sénior y reportero de tecnología. Mientras Collins trabajaba en The Daily Beast, la novia de Hurst, Alison Parker, fue asesinada a tiros en la televisión en vivo. Aunque Collins no había conocido a Parker, el incidente y sus consecuencias lo afectaron profundamente; decidió seguir informando sobre teorías de conspiración en línea y la extrema derecha a partir de entonces.
En The Daily Beast, Collins informó con frecuencia junto con el investigador Brandy Zadrozny, quien se había unido a la publicación en 2013. Cuando se le ofreció la oportunidad de trabajar en NBC News en marzo de 2018, Collins aceptó con la condición de que se le permitiera traer a Zadrozny para que se uniera a él en la cadena de noticias de televisión.

### NBC News
En 2018, Collins y Zadrozny dejaron The Daily Beast para unirse a NBC News. Collins ha recibido un reconocimiento especial de los Premios Walter Cronkite 2023 a la excelencia en periodismo político televisivo, un premio otorgado por el Centro Norman Lear de la Escuela de Comunicación y Periodismo Annenberg de la USC, así como el Centro de Políticas Públicas Annenberg de la Escuela Annenberg de Comunicación en la Universidad de Pensilvania.
En diciembre de 2022, luego de comentarios que Collins hizo en las redes sociales que, según NBC, violaron sus estándares de redes sociales, NBC suspendió temporalmente a Collins de cubrir a Elon Musk y Twitter.